# Поженян, Григорий Михайлович
Григо́рий Миха́йлович Поженя́н (20 сентября 1922, Харьков — 19 сентября 2005, Москва) — советский и российский поэт-фронтовик, писатель. Член Союза писателей Москвы, дважды лауреат Государственной премии России, автор нескольких киносценариев. Участник Великой Отечественной войны.

## Биография
Родился 20 сентября 1922 года в Харькове. Отец — Михаил Абрамович Поженян, армянин, один из основателей Харьковского тракторного завода и директор Украинского научно-исследовательского института гражданских, промышленных и инженерных сооружений в Харькове. Мать Елизавета Львовна Кернер (1899—?), родом из Елисаветграда из семьи кишинёвского мещанина Лейба Ароновича Кернера — еврейка, кандидат медицинских наук, работала терапевтом, позже на кафедре анатомии человека Харьковского медицинского института у профессора Р. Д. Синельникова; с июня 1941 года — майор медицинской службы (военврач 3-го ранга), начальник терапевтического отделения эвакогоспиталя № 3336, затем № 291 на Ленинградском фронте, кавалер ордена Красной Звезды, автор монографии «Явления гемолиза и колебания билирубина в крови у рабочих, соприкасающихся со свинцом» (с И. М. Маркусом, Харьков: Научная мысль, 1928). Некоторые биографы предлагают иные взгляды на происхождение отца поэта. В наградных листах Поженяна на орден Отечественной войны I степени и орден Красной Звезды указана национальность осетин. Семья жила в Мордвиновском переулке, дом № 17. После ареста отца в 1937 году жил с матерью и бабушкой Ханой-Зисель Рувимовной Кернер (1870—1956), учился в 6-й украинской средней школе на Рымарской улице (окончил в 1939 году).
Ушёл служить срочную службу на Черноморский Флот. Войну встретил старшиной 1-й статьи на крейсере «Молотов».
Во время обороны Одессы входил в состав отряда моряков-разведчиков при 2-й кавалерийской дивизии. Имя Поженяна значится среди имен 13-ти особо отличившихся моряков-разведчиков на мемориальной доске, укрепленной на стене здания на улице Пастера, 27, в Одессе.
Воевать начал в первый день войны в 1-м особом диверсионном отряде. Первый взорванный мост — Варваровский, в Николаеве. Последний — в Белграде.
В качестве одного из боевых эпизодов, в которых принимал участие Поженян, часто указывают операцию августа 1941 года, когда группа моряков-разведчиков сумела отбить у противника водозаборную станцию в захваченной румынскими войсками Беляевке. Разведчики попытались запустить отключённые насосы и подать воду в страдающую от её нехватки Одессу. Почти все моряки-участники операции погибли. Г. Поженян был ранен, но его посчитали погибшим. На основе этих событий Григорий Поженян написал сценарий к художественному фильму «Жажда». С выходом фильма на экраны подвиг моряков-разведчиков получил широкую известность.
После эвакуации из Севастополя, вместе с другими моряками-морскими пехотинцами Григорий Поженян возможно был направлен в состав воевавшей в Карелии 67-й морской стрелковой бригады. (Направление ряда сослуживцев Поженяна по отряду моряков-разведчиков в это соединение подтверждается документами). Был дважды ранен и один раз контужен.
Начав войну краснофлотцем, закончил её в звании лейтенанта. Об отчаянной смелости Григория Поженяна на войне сказал адмирал Ф. С. Октябрьский: 

«Более хулиганистого и рискованного офицера у себя на флоте я не встречал! Форменный бандит! Я его представил к званию Героя Советского Союза! А он потом во время Эльтигенского десанта выбросил за борт политработника!.. Естественно, последовала жалоба в Военный Совет. Стали затевать трибунал. Но опомнились и ограничились тем, что ликвидировали представление к Герою»— Иван Стаднюк
Писать стихи и печататься начал ещё на войне, в 1943 году был военным журналистом газеты «Боевая вахта» 7-й Воздушной армии Карельского фронта, позднее — корреспондентом газеты «Красный Черноморец». В книге П. И. Мусьякова «В осаждённом Севастополе. Писатели в газете „Красный черноморец“» о Григории Поженяне сказано:

«Здесь, в Севастополе, и прежде всего во флотской газете, раскрывалось недюжинное дарование краснофлотца-разведчика Григория Поженяна.»— П. И. Мусьяков
25 февраля 1943 года приказом войскам 7-й Воздушной армии военный журналист газеты «Боевая Вахта» 7-й Воздушной армии младший лейтенант Г. М. Поженян был награждён медалью «За оборону Одессы». В графе с основаниями для представления к награждению указывалось: «Одесса. Отряд Черноморцев особого предназначения для действия в тылу врага командиром отделения разведки с августа 1941 г. по 16 октября 1941 г.»
15 февраля 1944 года приказом Командующего Черноморским флотом № 17с корреспондент газеты «Красный Черноморец» младший лейтенант Г. М. Поженян был награждён орденом Отечественной войны II степени. В наградном листе (первоначально представлялся к награждению орденом Красной Звезды), подписанном 16 ноября 1943 года командиром гвардейского бронекатера БКА-71 младшим лейтенантом Прокусом указывалось: 

«Товарищ младший лейтенант Поженян ходил дважды в боевую операцию в порт Эльтиген как корреспондент газеты. На протяжении всего похода вплоть до конца когда катер подвергался сильному обстрелу противника он вел свою работу записывая детали боевого похода. Когда под сильным обстрелом катер встал к берегу и требовалось быстрая выгрузка боезапаса из трюмов и с носа катера тов. Поженян вместе с бойцами катера невзирая на опасность принимал активное участие в разгрузке. Во втором походе менее опасном тов. Поженян вел себя стойко и мужественно».
1 марта 1944 года младшему лейтенанту Г. М. Поженяну была вручена медаль «За оборону Севастополя». В качестве основания для награждения указывалось: «Командир отделен. разведки отряда моряков при 2 Кавал. дивизии»
23 февраля 1945 года лейтенанту Г. М. Поженяну была вручена медаль «За оборону Кавказа».
28 мая 1945 года Приказом Командующего Черноморским флотом № 87с корреспондент газеты «Красный Черноморец» лейтенант Г. М. Поженян был награждён орденом Отечественной войны I степени. В наградном листе (первоначально представлялся к награждению орденом Красного Знамени), подписанном ответственным редактором газеты «Красный черноморец» полковником Плеско указывалось: 

«Корреспондент „Красного черноморца“ лейтенант Поженян Григорий Михайлович принимал непосредственное участие во всех наступательных операциях флота: в освобождении Новороссийска, в освобождении Керчи, в освобождении Севастополя и в десантных операциях на западном побережье Чёрного моря. Как корреспондент, он показал себя в этих операциях энергичным, инициативным работником, как офицер — смелым и стойким. Лейтенант Поженян принимал активное участие в выпуске походного „Красного черноморца“ под Керчью, во время высадки десанта в Крыму, под Севастополем, во время боев за его освобождение и в Констанце, в первый месяц после вступления в Румынию наших войск. Задание выполнял добросовестно, отдавая делу все свои немалые способности и силы. Лейтенант Поженян участвовал в обороне Одессы, Севастополя и Кавказа. За активное участие в боевых операциях кораблей и частей и за добросовестную работу в газете по показу героизма и мужества черноморцев в Великой Отечественной войне, лейтенант Поженян достоин награждения орденом Красного Знамени, о чём и ходатайствую». 
Среди наград Поженяна — так называемый «Южный бант», — комплект медалей «За оборону Одессы», «За оборону Севастополя», «За оборону Кавказа».
В некоторых публикациях указывается, что Поженян дважды представлялся к званию Героя Советского Союза. Об одном таком представлении, в частности, писал Иван Стаднюк, цитируя адмирала Ф. С. Октябрьского. Вместе с тем в базах награждений советских воинов «Память народа» и «Подвиг народа» документы (нереализованные наградные листы или с награждением с понижением статуса награды) с представлением Поженяна к этому высшему званию отсутствуют.
В 1946 году поступил в Литературный институт имени М. Горького (окончил в 1952 году), откуда его два раза исключали за поддержку опальных друзей и учителей (П. Г. Антокольского и других).
Первой книгой Г. М. Поженяна стал сборник стихов «Ветер с моря» (1955).
Григорий Поженян участвовал в создании кинофильмов: «Жажда» (1959), «Никогда» (1962), «Прощай» (1966), «Поезд в далёкий август» (1971) и других. Было выпущено 4 пластинки с записями песен и стихов.
В 1972 году — под псевдонимом Гривадий Горпожакс (комбинация имён и фамилий реальных авторов), совместно с Василием Аксёновым и Овидием Горчаковым — написал роман-пародию на «шпионский боевик»: «Джин Грин — неприкасаемый».
В 1993 году подписал «Письмо сорока двух».
Участник праздничного выпуска капитал-шоу «Поле чудес» от 9 мая 1997 года.
Скончался в Москве 19 сентября 2005 года накануне своего 83-го дня рождения.

Могила на Переделкинском кладбище

Похоронен на Переделкинском кладбище.

## Песни
Песенное наследие Г. Поженяна насчитывает более шестидесяти песен, многие из которых входили в репертуар Иосифа Кобзона, Юрия Антонова, Майи Кристалинской, Льва Лещенко, Муслима Магомаева, Эдуарда Хиля, Олега Анофриева и других известных исполнителей. В числе композиторов, писавших музыку к его стихам, были: Андрей Петров, Андрей Эшпай, Юрий Саульский, Евгений Стихин, Эдуард Колмановский, Вениамин Баснер, Марк Карминский, кинорежиссёр Пётр Тодоровский. Некоторые песни («Два берега» из кинофильма «Жажда», муз. А. Эшпая; «Песня о друге» из кинофильма «Путь к причалу», муз. А. Петрова; «Маки», муз. Ю. Антонова) были широко популярны.
Больша́я часть песен была создана к кинофильмам. Семь из восьми песен, написанных Микаэлом Таривердиевым к кинофильму «Прощай» (1966), составили цикл «Семь песен-речитативов на стихи Григория Поженяна».
Г. Поженяном были написаны стихи к песенному циклу из музыки Юрия Саульского к спектаклю «Глазами клоуна», поставленного по одноимённому роману Генриха Бёлля на сцене Театра им. Моссовета в 1968 году. Песни, прозвучавшие со сцены театра в исполнении Геннадия Бортникова, включали в свой репертуар Елена Камбурова, Валентин Никулин, Александр Градский, Валерий Леонтьев, Валерий Ободзинский.
Большой интерес у советских композиторов вызвало стихотворение Г.Поженяна «Маки». На одно стихотворение написано несколько песен. Песня «Маки» на музыку Вениамина Баснера в исполнении Эдуарда Хиля была выпущена на гибкой пластинке в 1980 году, а затем на диске-гиганте фирмы «Мелодия» «Песни Вениамина Баснера» в 1981 году. Позже музыку написал Юрий Антонов и сам исполнил песню, которая вышла на пластинке-миньоне фирмы «Мелодия» в 1982 году. В фильме режиссера Вадима Лысенко «Взять живым», снятом в 1982 году, звучит песня «Маки» на музыку композитора Александра Злотника в исполнении Иосифа Кобзона. Песня «Красные маки» на музыку Марка Карминского, исполненная Еленой Камбуровой, выпущена фирмой «Мелодия» на пластинке-миньоне Марка Карминского «Солдат ничего не забыл. Песни о Великой Отечественной войне» в 1985 году.
| Песни на стихи Григория Поженяна                                |                                                                                           |                                                                                            |
| Название                                                        | Музыка                                                                                    | Исполнители                                                                                |
| Баллада о детях («Птицы вылетают из гнезда…»)                   | А. Злотник из к/ф «Взять живым»                                                           | И. Кобзон                                                                                  |
| Баллада о мачтах («И снега не легки, и трава не тонка…»)        | Е. Стихин                                                                                 | Евгений Стихин                                                                             |
| Баллада о мужчинах («Когда начинаются войны…»)                  | А. Злотник из к/ф «Взять живым»                                                           | И. Кобзон                                                                                  |
| Баллада о начале войны (Это было, было, было…)                  | А. Злотник из к/ф «Взять живым»                                                           | И. Кобзон                                                                                  |
| Баллада о птице («Как бы мне хотелось…»)                        | Е. Стихин                                                                                 | Евгений Стихин                                                                             |
| Берега уходящие («Отчего так мучительно душно…»)                | Эльмира Галеева                                                                           | Эльмира Галеева; С. Смагина и З. Ерошкина                                                  |
| Вальс клоуна («Кружится жизни крахмальное кружево…»)            | Ю. Саульский из музыки к спектаклю «Глазами клоуна»                                       | Г. Бортников; А. Градский; Е. Камбурова; В. Ободзинский; Екатерина Ефремова                |
| В белом сне                                                     | Пётр Тодоровский из к/ф «По главной улице с оркестром»                                    | Олег Борисов                                                                               |
| Вернёшься — ты будешь героем                                    | Е. Стихин из к/ф «Следую своим курсом»                                                    | И. Кобзон                                                                                  |
| Верую («Как бы осень не бегала…»)                               | Е. Стихин из к/ф «Поезд в далёкий август»                                                 | В. Никулин                                                                                 |
| Весенние страдания («За окошком весна весенняя…»)               | Е. Стихин                                                                                 | Н. Пантелеева; В. Толкунова                                                                |
| Вот так улетают птицы…                                          | М. Таривердиев (цикл «Семь песен-речитативов на стихи Григория Поженяна») из к/ф «Прощай» | М. Таривердиев                                                                             |
| Все летают («Заяц, кит и человек…»)                             | С.Васильченко                                                                             | Группа «Диалог»                                                                            |
| Всё повторится («В майский полдень не видно друг друга…»)       | Е. Стихин                                                                                 | Гюлли Чохели; Г. Ненашева; Г. Трофимов                                                     |
| Всё то, что случится                                            | В. Евушкина; В. Попов                                                                     | В. Евушкина; В. Попов                                                                      |
| Всё, что ты можешь, другу отдай                                 | Е. Стихин                                                                                 | П. Тодоровский; В. Никулин                                                                 |
| Два берега («Ночь была с ливнями…»)                             | А. Эшпай из к/ф «Жажда»                                                                   | М. Кристалинская; Г. Великанова; Рада Рай; В. Дворянинова; О. Нестерова; И. Рыжова         |
| Два облака («Есть какая-то грань неприметная…»)                 | П. Тодоровский                                                                            | И. Бржевская; В. Трошин                                                                    |
| Две бездны («В траве лежу, как по небу лечу…»)                  | А. Болдаков                                                                               | Алексей Русский                                                                            |
| Дельфины [Песня-сказка] («Попрощаюсь — и в седло с порога…»)    | М. Таривердиев (цикл «Семь песен-речитативов на стихи Григория Поженяна») из к/ф «Прощай» | М. Таривердиев; Е. Камбурова; О. Дзусова                                                   |
| Для всех людей («Пусть эта песня не нова…»)                     | Ю. Саульский                                                                              | Ансамбль «Дружба»; О. Анофриев                                                             |
| Другу («Что мне белый пух берёсты…»)                            | П. Тодоровский из к/ф «Над нами Южный Крест»                                              | Г. Великанова; О. Митяев                                                                   |
| Ёлка в январе («Ёлка в январе под Старый Новый год…»)           | И. Легин                                                                                  | Е. Камбурова                                                                               |
| Зачем же люди ссорятся («На колокольцах ландышей…»)             | Е. Стихин                                                                                 | Г. Ненашева                                                                                |
| Заяц в облаках («Говорят — не стой, не стой…»)                  | Ким Брейтбург                                                                             | Группа «Диалог»                                                                            |
| Зеркала («Зеркала, зеркала, сколько было вас…»)                 | Ю. Саульский из музыки к спектаклю «Глазами клоуна»                                       | Г. Бортников; Е. Камбурова; В. Ободзинский                                                 |
| И всё-таки мы победили («А было вначале, солгать не могу…»)     | П. Тодоровский из к/ф «По главной улице с оркестром»                                      | О. Борисов; И.Кобзон                                                                       |
| Капитан («Ревут, ошалев, океаны…»)                              | Слава Черников М. Муромов                                                                 | М. Муромов                                                                                 |
| Когда на улице темно                                            | Э. Колмановский                                                                           | М. Хатунцева                                                                               |
| Колыбельная («На Сущёвской улице есть мой старый дом…»)         | Э. Рознер                                                                                 | Л. Мондрус                                                                                 |
| Колыбельная («На тенистой улице мой дом…»)                      | П. Тодоровский из к/ф «По главной улице с оркестром»                                      | О. Борисов                                                                                 |
| Красные маки («На Федюнинских холмах — тишина…»)                | М. Карминский                                                                             | Е. Камбурова                                                                               |
| Листья кружатся («За окном листья кружатся…»)                   | Е. Стихин                                                                                 | Н. Пантелеева                                                                              |
| Любимые, дождитесь нас («Когда в разлуке день за днём…»)        | А. Петров из к/ф «Колцо из Амстердама»                                                    | В. Ферапонтов                                                                              |
| Маки («На Федюнинских холмах — тишина…»)                        | В. Баснер                                                                                 | Э. Хиль                                                                                    |
| Маки («На Федюнинских холмах — тишина…»)                        | А.Злотник (звучит в к/ф «Взять живым»)                                                    | И.Кобзон                                                                                   |
| Маки («На Федюнинских холмах — тишина…»)                        | Ю. Антонов                                                                                | Ю. Антонов; Л. Лещенко; И. Кобзон; И. Точилкина                                            |
| Мари́ [Прощание с любимой] («Качает ночь в окне фонари…»)        | Ю. Саульский из музыки к спектаклю «Глазами клоуна»                                       | Г. Бортников; Е. Камбурова; В. Ободзинский; А. Градский; А. Галкин                         |
| Машинист («День и ночь, день и ночь…»)                          | А. Эшпай из к/ф «Водил поезда машинист»                                                   | Е. Кибкало                                                                                 |
| Молитва клоуна («Спасибо, Господи, тебе…»)                      | Ю. Саульский из музыки к спектаклю «Глазами клоуна»                                       | Г. Бортников; Е. Камбурова; В. Ободзинский; А. Пугачёва; В. Леонтьев                       |
| Монолог («Очень мало мне нужно для счастья…»)                   | М. Таривердиев (цикл «Семь песен-речитативов на стихи Григория Поженяна») из к/ф «Прощай» | М. Таривердиев                                                                             |
| Море не кончается нигде («Нет таких морей, таких архипелагов…») | А. Петров из к/ф «Кольцо из Амстердама»                                                   | Э. Хиль                                                                                    |
| Не для нас («Склянки над бухтой звенят не для нас…»)            | А. Эшпай из к/ф «Жажда»                                                                   |                                                                                            |
| Нет дороги у разлуки («Виноватых нет и правых…»)                | Ю. Саульский                                                                              | В. Толкунова                                                                               |
| Ночные птицы                                                    | М. Мушкамбарян                                                                            | М. Мушкамбарян                                                                             |
| Нужно, чтоб кто-то кого-то любил…                               | П. Тодоровский из к/ф «Жизнь забавами полна»                                              | П. Тодоровский; С. Яковенко                                                                |
| От каких щедрот                                                 | В. Евушкина                                                                               | В. Евушкина                                                                                |
| Песнь о построении Кладенца («Надо выкопать колодец…»)          | Е. Мартыненко                                                                             | Е. Мартыненко                                                                              |
| Песня о друге («Если радость на всех одна…»)                    | А. Петров из к/ф «Путь к причалу»                                                         | О. Анофриев; Э. Хиль; М. Магомаев; В. Никулин; Н. Расторгуев; А. Чернецкий; А. Тарзалайнен |
| Песня о хоккее («Когда нет неба над тобой…»)                    | М. Лифшиц из к/ф «"Тигры" на льду»                                                        |                                                                                            |
| По весенней Одессе («А мне опять с тобой не весело…»)           | Э. Галеева; В. Иванов                                                                     | Э. Галеева; В. Левинсон                                                                    |
| Предчувствие («Снега съедят туман…»)                            | Э. Галеева                                                                                | Э. Галеева                                                                                 |
| Речка Орь                                                       | В. Сапрыкин                                                                               | В. Толкунова                                                                               |
| Ром («Ром, ром, чёрный ром…»)                                   | Е. Мартыненко                                                                             | Е. Мартыненко                                                                              |
| С Днём Победы, капитан («Оседает словно пыль…»)                 | Ю. Маркелов                                                                               | И. Кобзон                                                                                  |
| Семь летящих коней                                              | В. Сапрыкин                                                                               | Н. Брегвадзе                                                                               |
| Синева («Тени рыб с фонарём в голове…»)                         | А. Алабин                                                                                 | Дуэт С. Швец — А. Алабин, магнитоальбом «Вселенская тайна», г. Казань, 1990 г.             |
| Скоро ты будешь взрослым…                                       | М. Таривердиев (цикл «Семь песен-речитативов на стихи Григория Поженяна») из к/ф «Прощай» | М. Таривердиев                                                                             |
| Сосны («Сосны весной затекают смолкой…»)                        | М. Таривердиев (цикл «Семь песен-речитативов на стихи Григория Поженяна») из к/ф «Прощай» | М. Таривердиев                                                                             |
| Спешите делать добрые дела                                      | Е. Щекалёв                                                                                | Е. Щекалёв и Детский хор (худ. рук. Н. Бражкина)                                           |
| Страна Тра-ля-ля-ля («Жил да был Сикамбриоз…»)                  | М. Таривердиев из к/ф «Прощай»                                                            | О. Стриженов                                                                               |
| Ты и я («Никогда любить ещё не поздно»)                         | Е. Стихин                                                                                 | Г. Чохели; Г. Трофимов                                                                     |
| Что-то всё у меня не ладится…                                   | Э. Галеева                                                                                | Э. Галеева                                                                                 |
| Что любил, что не любил…                                        | В. Евушкина                                                                               | В. Евушкина                                                                                |
| Этой жизни пантомима…                                           | Вячеслав Иванов                                                                           | Вера Иванова                                                                               |
| Этот белый переулок                                             | В. Иванов                                                                                 | Е. Сметанин                                                                                |
| Эхо                                                             | В. Матецкий                                                                               | С. Ротару; М. Марков                                                                       |
| Шёл в неравный бой отряд («Это было…»)                          | Е. Стихин                                                                                 | В. Чемоданов                                                                               |
| Я вырезал имя твоё                                              | Д. Сморгонская                                                                            | В. Кривонос                                                                                |
| Я принял решение…                                               | М. Таривердиев (цикл «Семь песен-речитативов на стихи Григория Поженяна») из к/ф «Прощай» | М. Таривердиев                                                                             |
| Я старомоден как ботфорт…                                       | А. Исмагилов; ?                                                                           | А. Исмагилов; Александр и Владимир Фриденберги (дуэт «Чижи»); А. Кайдалов; А. Вдовин       |
| Я такое дерево («Ты хочешь, чтобы я был, как ель, зелёный…»)    | М. Таривердиев (цикл «Семь песен-речитативов на стихи Григория Поженяна») из к/ф «Прощай» | М. Таривердиев; Е. Камбурова; О. Дзусова                                                   |

## Фильмография
- 1959 — «Жажда» (автор сценария и текста песен)
- 1960 — «Сильнее урагана» (автор текста песни)
- 1961 — «Водил поезда машинист» (автор текста песни)
- 1962 — «Путь к причалу» (автор текста песни)
- 1962 — «Никогда» (автор сценария)
- 1964 — «Застава Ильича» (камео в сцене «Вечера поэтов» в Политехническом)
- 1965 — «Гибель эскадры» (текст речитатива)
- 1965 — «Над нами Южный крест» (автор текста песни)
- 1966 — «Прощай» (автор сценария, режиссёр, автор текста песен)
- 1971 — «Поезд в далёкий август» (автор сценария, стихов и текста песни)
- 1971 — «„Тигры“ на льду» (автор текста песни)
- 1973 — «Самый сильный» (автор текста песни)
- 1974 — «Следую своим курсом» (автор текста песен)
- 1974 — «Какая у вас улыбка» (автор текста песен)
- 1975 — «Эти бесстрашные ребята на гоночных автомобилях» (автор текста песен)
- 1981 — «Кольцо из Амстердама» (автор текста песен)
- 1982 — «Разбег» (автор текста песни)
- 1982 — «Взять живым» (автор текста песен)
- 1986 — «По главной улице с оркестром» (автор текста песен)

## Награды
- орден «За заслуги перед Отечеством» III степени (6 октября 1997) — за большой вклад в отечественную литературу[38]
- два ордена Отечественной войны I степени (28. 05. 1945[39], 06. 04. 1985[40])
- орден Красной Звезды (15. 02.1944[41])
- орден «Знак Почёта» (17 сентября 1982 года) — за заслуги в области советской литературы и в связи с шестидесятилетием со дня рождения[42]
- медаль «За оборону Одессы»[43]
- медаль «За оборону Севастополя»[44]
- медаль «За оборону Кавказа»[45]

## Премии
- Государственная премия РСФСР имени М. Горького (1986) — за стихотворный сборник «Погоня» (1983)
- Государственная премия Российской Федерации (1995)